# Harold Conklin
Harold C. Conklin (27 avril 1926 à Easton (Pennsylvanie) - 18 février 2016) est anthropologue américain, également linguiste et botaniste.
Il est considéré comme l'un des pionniers de l'ethnoscience.
Il soutient sa thèse de doctorat (PhD), intitulée The Relation of Hanunóo Culture to the Plant World, à l'Université Yale en 1954 et consacre la plupart de ses travaux de terrain aux Philippines.

## Ouvrages
HC Conklin a notamment publié :
- (1955) "Hanunóo Color Categories" Southwestern Journal of Anthropology, Vol. 11, No. 4. pg. 339-344
- (1955) The Relationship of Hanunoo Agriculture to the Plant World
- (1956) "Tagalog Speech Disguise" Language, Vol. 32, No. 1. pg. 136-139.
- (1957) Hanunoo Agriculture
- (1959) "Facts and Comments. Ecological Interpretations and Plant Domestication" American Antiquity, Vol. 25, No. 2. pg. 260-262
- (1959) "Linguistic Play in Its Cultural Context" Language, Vol. 35, No. 4. pg. 631-636.
- (1963) The Study of Shifting Cultivation. Washington: Technical Publications
- (1967) An Ethnoecological Approach to Shifting Agriculture
- (1980) Ethnographic Atlas of Ifugao: A Study of Environment, Culture, and Society in northern Luzon
- (1986) "Symbolism and Beyond. Hanunóo Color Categories" Journal of Anthropological Research, Vol. 42, No. 3, pg. 441-446.